# 北川美幸
北川美幸（日语：北川 みゆき，1967年1月1日—），是日本女性漫畫家，東京都出身，但在神奈川縣成長。17歲時以刊載於小學館《Sho-Comi》1984年增刊12月25日号的《聽不見12點的鐘聲》出道，此後屹立於少女漫畫界多年不倒，最讓人吃驚的是她從來沒有進行過任何專業美術訓練。以女孩子憧憬的演藝界和服裝設計兩種行業為題材的作品很受歡迎。代表作有《公主軍團》、《銀色舞台》、《東京茱麗葉》、《銀色花束》、《烈愛罪人》等。2010年開始在《Petit comic》上連載《魔女二次嬌嗔》。其夫是赤堀悟。

## 作品一覽

### 漫畫
- 愛情關卡（あの子に1000%，全5巻）
- 公主軍團（ぷりんせすARMY，全12巻）
- 銀色舞臺/亞未!NONSTOP（亜未！ノンストップ，全12巻）

講述女主角陵亞未勇往演藝界的愛情故事。
- 東京茱麗葉/東京灰姑娘（全13巻）

台灣將之改編為偶像劇《東方茱麗葉》。
- 銀色花束（月にキスの花束を，全3集）
- 禁忌的戀人/烈愛罪人（罪に濡れたふたり，全18巻）

北川美幸突破性的作品，作品故事突破以往，取材禁忌之戀，分鏡手法也與早情純愛少女漫畫大為不同，堪為作畫功力水準提高到更高的境界，故事也較以往沉重，禁忌的內容多有鋪陳，結局對男女主角身世之謎有所保留，讓讀者多有想像空間，結局亦順應民意，算是有美好結局。
- 溫柔的傷害（しなやかに傷ついて，全2巻）
- 赤裸的果實（ヌードな果実たち，全3巻）
- 毫不保留的愛（せいせいするほど、愛してる，全7巻）

於化妝品公司公關部上班的未亞，對求婚的男友表示想繼續工作的意願，沒能取得共識的兩人，讓未亞毅然決然提出分手的要求。面對男友如同跟蹤狂般的行徑，出手解救不知該如何是好的未亞的，竟然是相識不久的美男子‧海里！而他的真實身分居然是…!?
- 魔女二次嬌嗔（魔女は二度喘ぐ，全6巻）
- 真夏的伊甸園（真夏のエデン，全6巻）
- 嘘、ときどき微熱（全3巻）
- 甜美迷亂熱帶魚（みだらな熱帯魚，全7巻）
- 那個男人,命中注定（その男、運命につき，全6巻）
- 和無法自拔的我接吻吧（どうしようもない僕とキスしよう，既刊6巻，連載中）
- 今宵もお待ちしております（既刊2巻，連載中）

全一卷作品：
- 青蘋果季節（スニーカーAge!!）
- 柔道天使（七海★すくらんぶる）
- 足球情人夢（気まぐれグローイングアップ）
- 愛情 Do Re Mi（あのこにWAWAWA）
- 無悔的青春（気まぐれグラフィティ）
- 訂婚思想曲（気まぐれエンゲージ）
- 結婚進行曲（気まぐれウエディング）
- 辣妹萬萬歲/禁忌的情人（SHE'S KIDS!）
- 星星夜未眠（眠れない夜をかぞえて）
- 有點H的戀物語（ちょこっとHな恋物語）
- 禁忌的愛/秘密戀人/禁忌一夜情（不機嫌な愛撫）
- 瞞著父母的戀物語（親にはナイショの恋物語）
- 醋勁大發的戀物語（やきもちやきな恋物語）
- 盛夏之夜的熱愛（真夏の夜の微熱）
- 小惡魔偏差值（小悪魔偏差値）
- 北川美幸最愛精選 The Best Selection
- 北川美幸最愛精選 The Best Selection 2
- 佔有妳的夜晚（君の肌を壊す夜）
- （僕だけのバタフライ）
- 愛情之路我們相伴而行

### 小說插圖
- 百分百愛戀
- 一百分情人
- 一〇一式愛情